# Palenisko

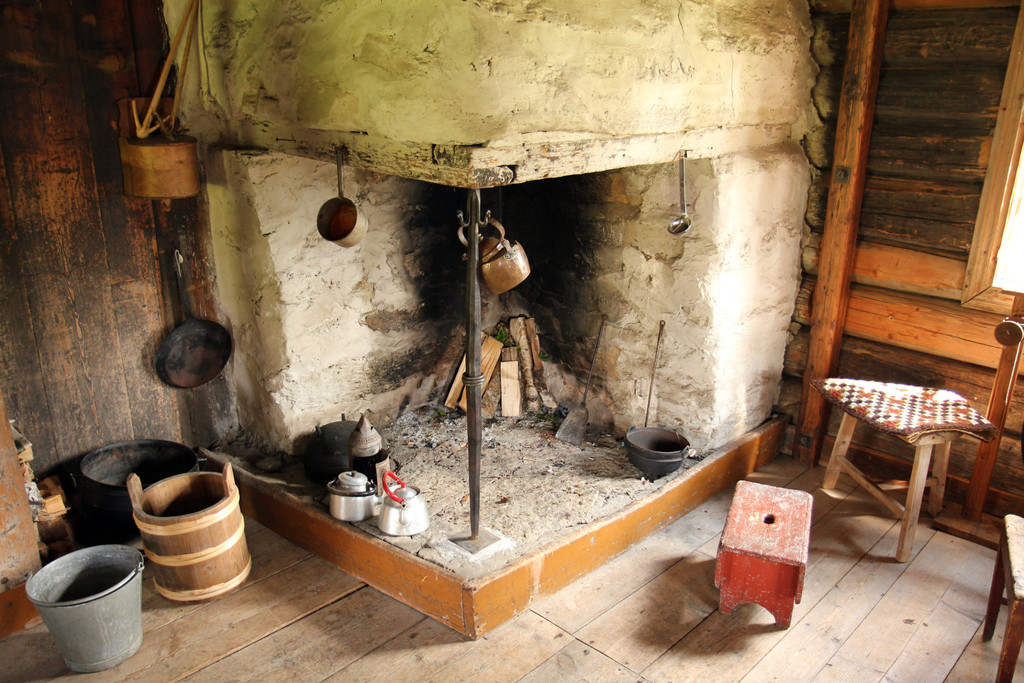
Norweski piec z otwartym paleniskiem

Palenisko – część pieca lub kotła, w którym odbywa się spalanie paliwa, przystosowana do wielokrotnego użytkowania.
Palenisko zazwyczaj składa się z komory spalania, którą wykłada się najczęściej materiałem odpornym na działanie wysokiej temperatury, np. ceramicznym oraz z rusztu.
W energetyce używane są następujące typy palenisk:
- paleniska stałe
- paleniska rusztowe
- paleniska pyłowe
  - z palnikami naściennymi
  - z palnikami tangencjonalnymi
- paleniska gazowe i olejowe
- paleniska fluidalne[2]
- paleniska kombinowane